# .cg
.cg es el dominio de nivel superior geográfico (ccTLD) para República del Congo.